# Георги Стоилов (кмет на Горна Джумая)
Вижте пояснителната страница за други личности с името Георги Стоилов.
Георги Стоилов Илиев е български революционер, търговец, деец на Вътрешната македоно-одринска революционна организация и политик. Народен представител в XVII народно събрание.

## Биография
Роден е в село Бистрица, Горноджумайско, през 1864 година. Съпругата му Дона Стоилова, по баща Кръстева, е много богата. Къщата зад чешмата при църквата „Въведение Богородично” е нейна. Родът на Дона Стоилова дарява голяма част от имота си за построяването на храма през 1844 година. Там се е намирало и девическото училище.
Привлечен е към ВМОРО от Яне Сандански. Член е на Горноджумайския революционен комитет (градското революционно тяло) наред с Георги Николов, Димитър Андонов, Георги Константинов и Мите Йосифов. Противопоставя се на тактиката на Върховния комитет по време на Горноджумайското въстание през есента на 1902 година и се застъпва за наказателни акции над провинилите се турци. След освобождаването на Горна Джумая през октомври 1912 година е кмет на града от 10 ноември 1912 до 24 август 1913 година. Първите му усилия са посветени на организационното устройство и вътрешното укрепване на общинското управление на град Горна Джумая. Тук масово се заселват бежанци от различни краища на Македония и ръководството на града поема тяхното оземляване и изхранване в условията на военновременни лишения и изпитания. По време на неговото управление със заповед на Министерството на вътрешните работи и народното здраве е създадена Горноджумайската околия, която влиза временно - до 7 септември 1913 година, в състава на Кюстендилски окръг.
В периода 1914-1919 година е депутат в XVII обикновено народно събрание от Струмишки окръг с Демократическата партия. След това дълги години е общински съветник. От 14 февруари 1927 година е назначен за председател на Управителния съвет на Търговска кредитна банка в града.
Георги Стоилов е виден търговец - търгува с тютюн, бели цигли (керемиди, за производството на които купува специална машина), зеленчуци и плодове. Стоилов има две деца. Синът му Асен Стоилов (1901 - 1953) също е търговец, а дъщеря му Анка Стоилова (1899 - 1951) е домакиня и е първата съпруга на Васил Мечкуевски, също кмет на Горна Джумая. Синът му Асен Стоилов има три деца: син (от майка Елена, дъщеря на Панайот Райнов, един от големите търговци на тютюн в града) Георги Асенов (1927-2005), който е театрален режисьор и автор на книгата „А Бистрица все ще си тече…“) и две дъщери (от майка Елена, дъщеря на Александър Падешки, голям земевладелец от града) Донка Коева и Анна Тишинова (снаха на известния в града лекар, учител и поет Георги Тишинов), които са учител и агроном.
Георги Стоилов умира в Благоевград на 18 декември 1955 година. 